# Basta (Jordanie)
Pour les articles homonymes, voir Basta.
Basta (en arabe : بسطة) est un site archéologique au sud de la Jordanie, à 15 km au sud-est de Pétra. Il a pris le nom du village voisin de Basta. Les fouilles entreprises depuis 1987 ont mis au jour un site du 8ème millénaire avant J.-C. occupé par des chasseurs, des éleveurs et des agriculteurs.
Basta se trouve dans le gouvernorat de Ma'an. En bordure du plateau jordanien, comme les sites néolithiques de Beidha et Ain Ghazal, le site est à une altitude de 1420-1460 m.

## Période d'occupation
Basta a été construit au 8ème millénaire avant J.-C. durant la période du Néolithique précéramique B récent (PPNB, pour l'anglais Pre-Pottery Neolithic B) ; il est contemporain du site voisin de Ba'ja. 
L'instabilité climatique pourrait expliquer l'abandon du site par ses habitants  au milieu du 8ème millénaire ; des restes de coulées de boue indiquent des chutes d'intenses précipitations sur la région à cette période. Le site est ensuite réoccupé jusqu'au Néolithique céramique (PN Pottery Neolithic).

## Environnement
La présence d'une source pérenne a certainement favorisé l'élection du site de Basta par des populations du Néolithique. Le cadre écologique est celui de la steppe, où évoluent des troupeaux d'animaux sauvages. Toutefois la proximité de steppes arides ne permet pas de compter de manière constante sur les ressources offertes par une agriculture pluviale. 

## Architecture
Le village néolithique occupe une superficie de 10 ha, ce qui en fait un site de grande dimension, un « mégasite ». La superficie maximale au Levant était à la même époque celle de 'Ain Ghazal, qui atteint 12 à 13 ha (350 maisons, 2000 à 2500 habitants), également en Jordanie.

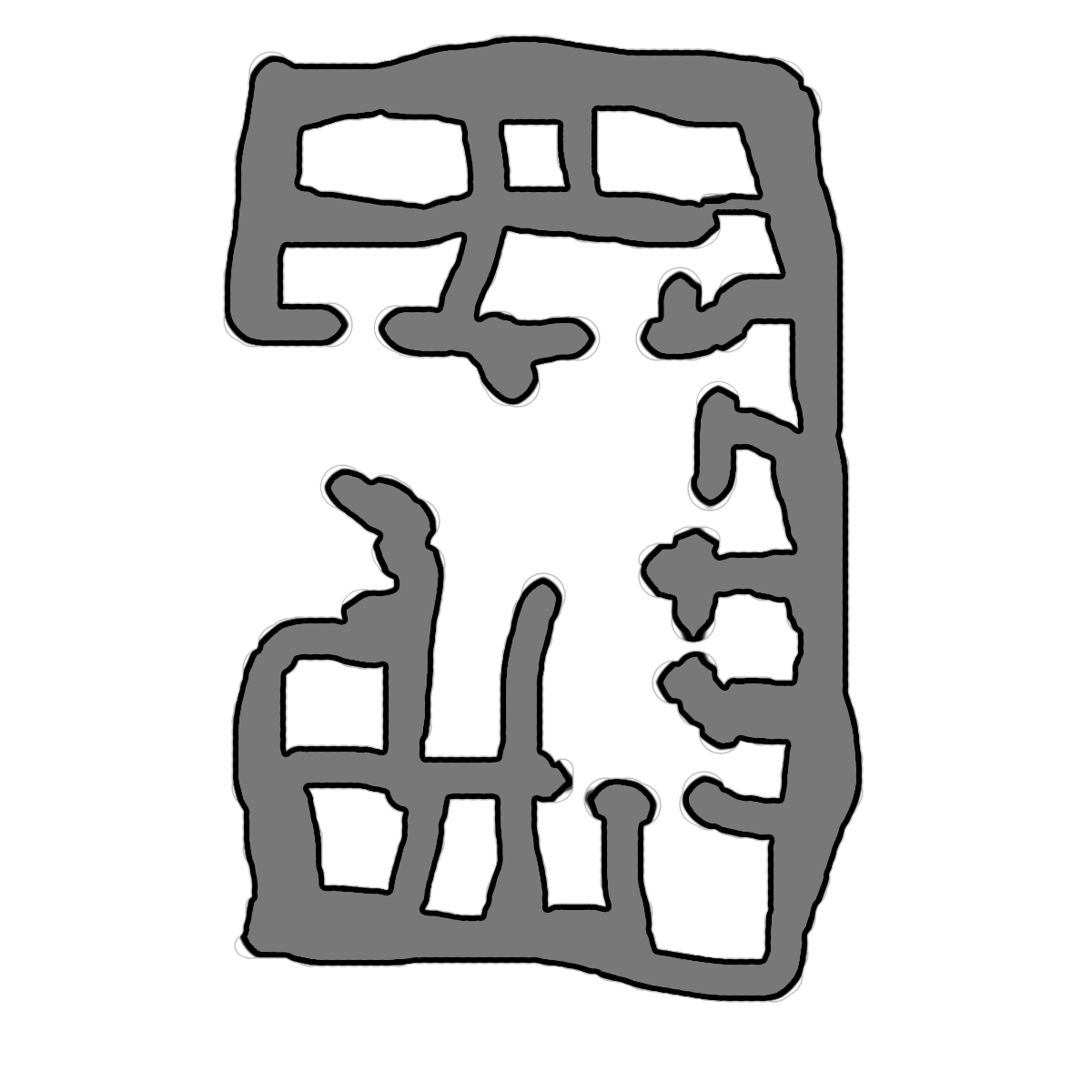
Plan d'une maison typique avec cour, Basta

Les maisons sont construites sur une pente nivelée par de grandes terrasses à murs de soutènement. Elles sont en pierres et comportent plusieurs cellules rectangulaires de 2x3 mètres qui communiquent entre elles et environnent un espace vide (une cour). Pour limiter les effets de l'humidité du sol, les constructeurs ont aménagé, au lieu des sols empierrés qui prévalaient antérieurement, des socles aérés. L'architecture ne porte pas de marques de différenciation sociale.

## Artefacts
Parce que le village néolithique de Basta est antérieur à la céramique, les objets que le site a livrés sont fabriqués en pierre et en os. Les outils  comprennent des meules, des pointes de flèches en granit — pointes de Byblos et de Jéricho —, et de petites pointes à pédoncules et ailerons.  
Des figurines représentant des animaux (une gazelle en position couchée, une tête de bovidé, et une tête de bélier) et des têtes humaines schématiques ainsi qu'un masque en pierre ont été découverts sur le site. Enfin des bracelets à pierres à facettes comptent parmi les artefacts notables de Basta.

## Échanges économiques
Les données archéologiques suggèrent que Basta faisait partie d'un réseau d'échange transrégional. Le village devait exporter des artefacts en pierre taillée ; les lames de silex (matériau provenant d'un gisement local) étaient produites dans des quantités qui dépassaient les besoins de la petite agglomération, et étaient selon toute probabilité échangées. 
De nombreux objets décoratifs intègrent des matériaux importés :
- des coquillages et coraux de la Mer rouge[10]

- des roches vertes (greenstones) et des morceaux de phyllite, importés de Wadi Araba probablement[10], distant de 30-40 km

- de l'hématite, importée probablement de Pétra[10]

- de la pierre turquoise de Wadi Maghara dans le sud-ouest du Sinaï, région distante de 250 km[1].

- des morceaux de malachite et de limonite provenant de Timna[1]

Des traits architecturaux communs avec d'autres sites néolithiques du sud de la Jordanie, tels ceux d'Ain Jammam et d'es-Safia suggèrent des contacts entre ces agglomérations.

## Alimentation
Les restes fauniques les plus abondants sont ceux de la chèvre domestique ; vient ensuite le mouton. Les animaux chassés sont la gazelle et des équidés. Les habitants cultivaient du blé engrain ; deux espaces de stockage ont été identifiés. L'agriculture a permis la croissance démographique et la formation de grands sites comme celui de Basta. 

## Sépultures
Le site a livré des sépultures et des crânes, mais en nombre relativement faible si on le rapporte à la superficie du village. Le même cas de figure se retrouve dans d'autres sites de Jordanie comme Ain Ghazal et Beidha. Les chercheurs supposent que les cimetières devaient se trouver hors des lieux d'habitation et qu'ils n'ont pas encore été mis au jour. 

## Le village moderne
Il compte 1 491 habitants en 2012. Il a accueilli une importante garnison ottomane pendant la Première Guerre mondiale et la révolte arabe de 1916-1918